# Eto! Baš hoću!
Az Eto! Baš hoću! a Bijelo dugme harmadik nagylemeze, mely a zágrábi Jugoton kiadónál jelent meg 1976-ban. Katalógusszáma: LSVG-7. A kiadás kinyitható borítós, belső borítója a dalszövegeket is tartalmazza.

## Az album dalai

### A oldal
1. Izgledala je malo čudno u kaputu žutom krojenom bez veze (4:41)
2. Loše vino (2:36)
3. Eto! Baš hoću! (3:52)
4. Deda bona, sjeti se, de, tako ti svega (4:56)

### B oldal
1. Slatko li je ljubit' tajno (4:37)
2. Ništa mudro (2:32)
3. Ne dese se takve stvari pravome muškarcu (4:08)
4. Sanjao sam noćas da te nemam (6:46)

## Közreműködők
- Goran Bregović - gitár
- Željko Bebek - ének, basszusgitár
- Milić Vukašinović - dob
- Laza Ristovski - billentyűs hangszerek
- Benjamin Newson - altszaxofon
- Raphael Ravenscroft - tenor, bariton- és altszaxofon
- Alf Waite Jr. - harsona
- David Defries - trombita
- Joy Yates - háttérvokál
- Stevie Lange - háttérvokál
- Val Stokes - háttérvokál
- Neil Harrison - producer
- Jon Kelly - felvétel
- Jon Walls - felvétel
- Chris Blair -
- Dragan S. Stefanović - terv
- Veljko Despot - fényképek